# Motomania

Motomania est une série de bande dessinée allemande sur la moto et les motards. 
- Scénario : Holger Aue
- Dessins et couleurs : Holger Aue
- Traduction: Jacky Nonnon (qui a également repris celle des albums de Ralf König en 2014.

Bandes dessinées allemandes qui racontent les aventures d'une horde de motards fêlés et les aléas de la moto au quotidien. Les dessins soignés et pleins de détails de Holger Aue présentent l'univers des fous du deux-roues avec une authenticité inégalée en Allemagne. Pas étonnant : non seulement Holger Aue est un dessinateur doué, mais il manie également sa moto avec beaucoup de talent et de passion, que ce soit comme instructeur sur la « Nordschleife », comme participant actif à différentes courses, ou tout simplement sur la route.
La série, apparue au milieu des années 90, s’apparente en plusieurs points au Joe bar team, mettant en scène les péripéties d’une bande de potes fondus de vitesse.
Il s’agit généralement de courtes histoires ou gags, réalisés sur une ou deux pages.

## Albums
1. Les Fondus du carbu (2001)
2. Les Allumés des gaz (2002)
3. Les Graisseux du bitume (2003)
4. Roule ma poule (2003)
5. Fais péter le chrono (2004)
6. Les Aigles de la route (2004)
7. La Symphonie du quatre temps (2005)
8. Ça déjante grave (2006)
9. Ça fume à la chicane (2009)
10. Ça crisse ou ça glisse (2011)
11. À fond les pistons (2014)
12. Ni vu, ni connu, je t'enrhume! (2015)

## Éditeurs
- Albin Michel : tomes 1 à 8 (première édition des tomes 1 à 8)
- Drugstore : tomes 9 et 10 (première édition des tomes 9 et 10)